# Gedimino prospektas

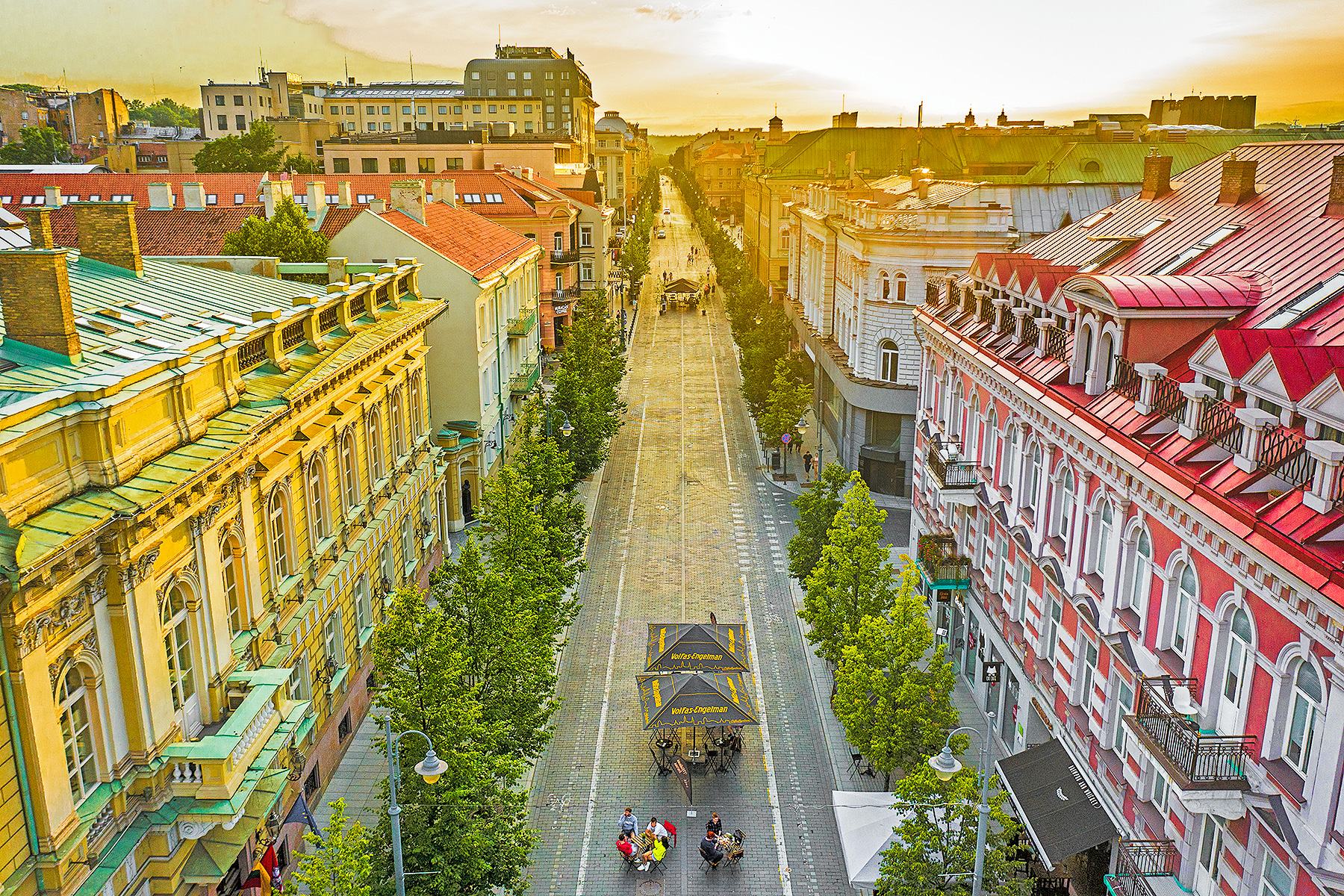
Gediminas-Prospekt (2021)

Der Gediminas-Prospekt ist eine nach dem litauischen Großfürsten Gediminas (1275–1341) benannte Hauptstraße in der litauischen Hauptstadt Vilnius. Sie beginnt an der Žvėrynas-Brücke und endet an der Šventaragio-Straße. Der Gediminas-Prospekt verbindet das Stadtzentrum, den Kathedralenplatz mit dem Parlamentsgebäude (Seimas). Hier befinden sich die Institutionen (Litauische Regierung, Ministerien, Litauisches Verfassungsgericht, Litauische Bank) und öffentliche Einrichtungen (Litauisches Institut für Recht, Litauische Akademie der Wissenschaften, Hauptpost Vilnius, Goethe-Institut), Geschäfte (z. B. GO9) und Gaststätten (McDonald’s, Hesburger).

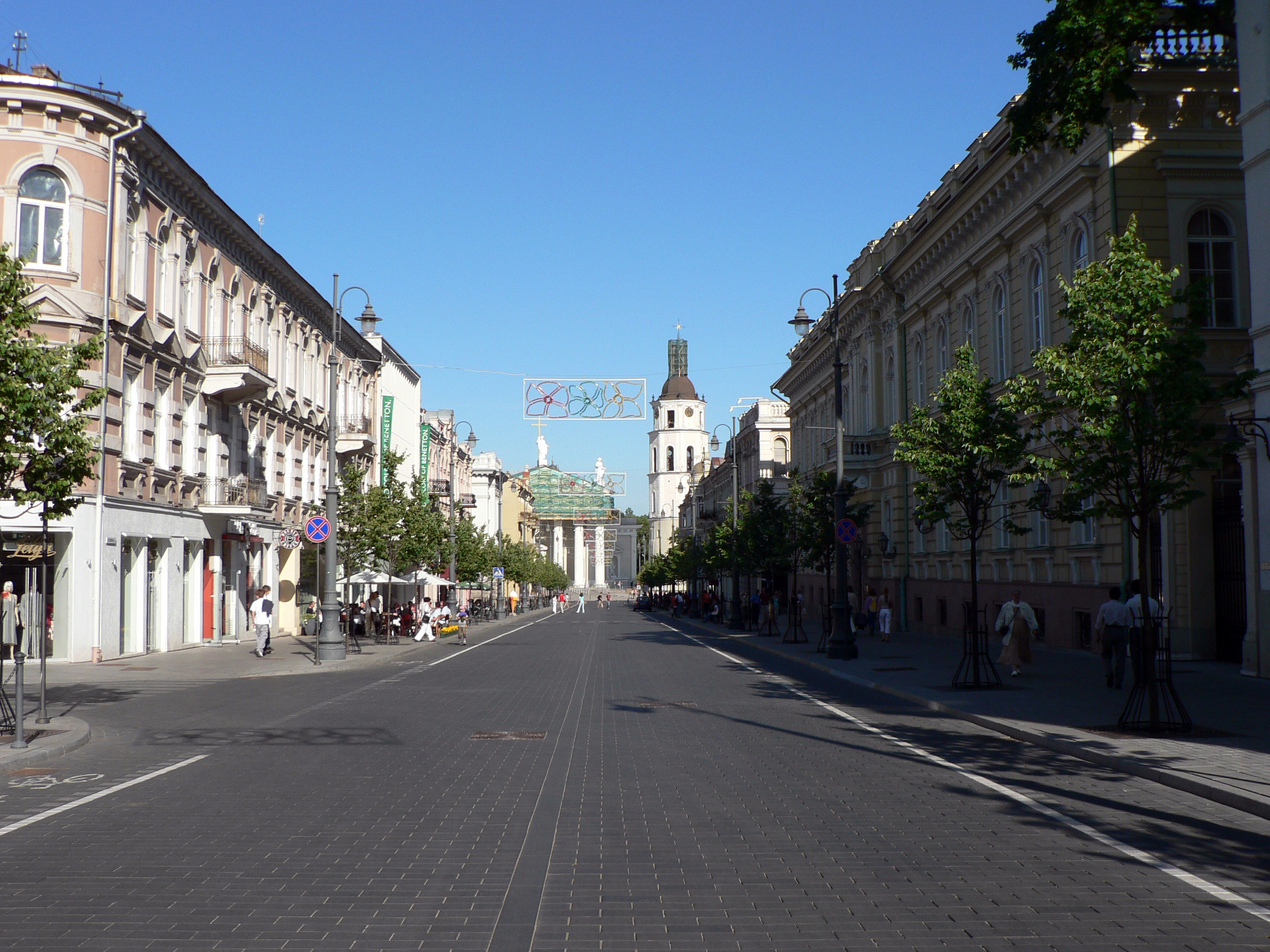
Gediminas-Prospekt (2005)

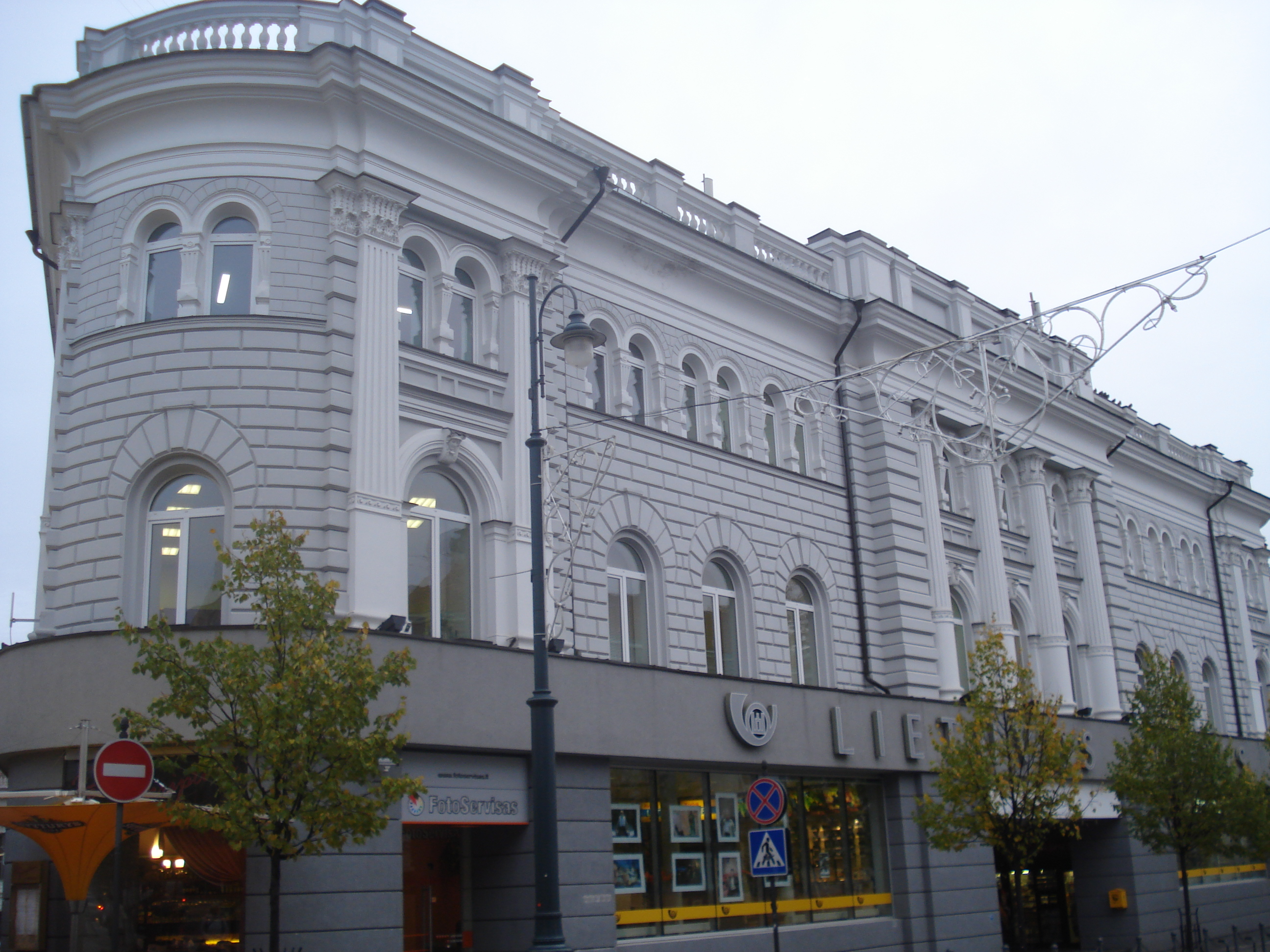
Hauptpost Vilnius (2007)

## Geschichte
1836 wurde die zentrale Straße unter dem Namen Georgs-Prospekt angelegt. Sie wurde dann Adomas-Mickevičius-, Stalin- oder Lenin-Prospekt und 1989 Gediminas-Prospekt genannt. Im 19./20. Jahrhundert wurde der Prospekt begleitend bebaut.